# José Mascote
José Mascote Aguirre (Guayaquil, Imperio español, 15 de noviembre de 1794 - Ibidem, 4 de noviembre de 1859) fue un médico, escritor, poeta y traductor ecuatoriano.

## Biografía
Nació el 15 de noviembre de 1794 en la ciudad de Guayaquil, sus padres fueron los panameños Gregorio Mascote y de Agustina Aguirre. Estudió en Lima en mayo de 1814 en el Real Colegio de Medicina y Cirugía donde fue Bachiller en Medicina y Cirugía. El 7 de abril de 1820 solicita al cabildo guayaquileño el pèrmiso para ejercer su profesión, siendo concedido el 18 del mismo mes. Por el mes de octubre el virrey del Perú le otorgó el título de Teniente de Protomédico de la ciudad siendo este legalizado el 6 del mismo mes.
Ocupó varios cargos de importancia como Miembro de la Junta de Sanidad de 1821 y 1822, Miembro de la Asamblea Electoral Municipal en octubre de 1825; Alcalde 2.º municipal  en 1826, Presidente de la Junta Municipal 1826, Padre General de Menores 1828, Médico del Hospital San Juan de Dios desde 1829, Juez de hecho 1830 y 1841; Diputado por Guayaquil en la Convención de 1835 destacando como partidario del federalismo; Representante por Guayaquil al Congreso de 1846, Presidente de la Sociedad Médica del Guayas 1850 a 1852 y miembro de la  "Sociedad de Instrucción Mutua". Murió el 4 de noviembre de 1859.

## Obra
- Memoria sobre la fiebre amarilla que apareció en Guayaquil el año de 1842 publicado en Lima 1844.